# Clambus nigriclavis
Clambus nigriclavis là một loài bọ cánh cứng trong họ Clambidae. Loài này được Stephens miêu tả khoa học đầu tiên năm 1835.